# Administracja zespolona
Administracja zespolona – element rządowej administracji terenowej. Chodzi o powiązanie organizacyjne organów tej administracji wyróżnionych przedmiotem działania, należących do różnych działów administracji rządowej (nazwanych w ustawie o administracji rządowej w województwie kierownikami zespolonych służb, inspekcji i straży, np. komendant wojewódzki straży pożarnej, wojewódzki lekarz weterynarii, kurator oświaty, itd.), pod kierownictwem jednego organu o kompetencji ogólnej – wojewody w celu redukcji kosztów administracji, lepszej koordynacji działań i unikania dublowania kompetencji. Przeciwieństwo zasady resortowości. W ramach zespolenia wojewoda jest uprawniony m.in. do powoływania kierowników służb, inspekcji i straży (wyjątki w przypadku komendantów wojewódzkich policji – wymóg opinii wojewody i straży pożarnej – wymóg zgody), do zatwierdzania regulaminów tych jednostek, tworzenia i znoszenia jednostek organizacyjnych stanowiących ich aparat pomocniczy. Co do zasady organy te winny być skupione w jednym urzędzie wojewódzkim i dysponować wspólnym budżetem, ale w praktyce zasada ta doznaje znaczących wyjątków, np. w przypadku policji.

## Organy rządowej administracji zespolonej
- Komendant Wojewódzki Państwowej Straży Pożarnej
- Komendant Wojewódzki Policji
- Kurator Oświaty
- Wojewódzki Państwowy Inspektor Sanitarny
- Wojewódzki Inspektor Farmaceutyczny
- Wojewódzki Inspektor Ochrony Roślin i Nasiennictwa
- Wojewódzki Inspektor Nadzoru Budowlanego
- Wojewódzki Inspektor Nadzoru Geodezyjnego i Kartograficznego
- Wojewódzki Inspektor Ochrony Środowiska
- Wojewódzki Inspektor Inspekcji Handlowej
- Wojewódzki Inspektor Jakości Handlowej Artykułów Rolno-Spożywczych
- Wojewódzki Inspektor Transportu Drogowego
- Wojewódzki Lekarz Weterynarii
- Wojewódzki Konserwator Zabytków

Wymienione organy dysponują aparatem pomocniczym w postaci wojewódzkich komend, inspektoratów, oddziałów i kuratoriów.